# Nick Pearson
Nick Pearson. właśc. Nicholas Otto Pearson (ur. 13 sierpnia 1979 w West Allis w stanie Wisconsin) – amerykański łyżwiarz szybki.
Startował na Igrzyskach w Vancouver. W biegu na 1000 metrów zajął 7. miejsce. W biegu na 500 metrów zajął 26. miejsce.